# Nieder-Olm
Nieder-Olm est une petite ville de la Hesse rhénane dans la Rhénanie-Palatinat (Allemagne).

## Geographie
Nieder-Olm est traversée par la rivière Selz.

## Histoire
Nieder-Olm est citée pour la première fois dans un texte de l'archevêque de Mayence Hatton Ier daté de 899. Il donnée la femme de Arnulf de Carinthie biens au territoire.
Pendant la guerre de la Ligue d'Augsbourg Nieder-Olm fut pillée par les troupes royales françaises.
En 1792, les troupes révolutionnaires françaises occupent la rive gauche du Rhin pendant la république de Mayence. Nieder-Olm devient provisoirement française en 1802 et fit chef-lieu du Canton de Niederolm. Après les guerres de libération napoléoniennes, la ville fit partie de Grand-duché de Hesse.
Quand Mont-Tonnerre, qui avait pour chef-lieu Mayence, était un ancien département français, une extension de la Route nationale 3 (France) Sarrebruck à Mayence fut construite entre 1806 et 1811. Aujourd'hui encore, à Nieder-Olm, on trouve des rues appelées « Pariser Strasse » (rue de Paris) parallèlement l'autoroute 63.

## Liaison routière
À 10 kilomètres au sud de Mayence, relié au réseau autoroutier par la Bundesautobahn 63. Arrêt régulier des trains de la ligne Mayence-Alzey. Des pistes cyclables relient Nieder-Olm à Ingelheim (Rhin), Mayence et Alzey.

## Jumelages
Nieder-Olm est jumelée avec des villes du monde entier :
- Recey-sur-Ource (France) depuis 1967 ;
- Bussolengo (Italie) depuis 1984 ;
- L'Alcúdia (Espagne) depuis 1989 ;
- Głuchołazy (Pologne) depuis 1998.